# اچ‌ام‌اس فورمیدابل (۱۸۲۵)
اچ‌ام‌اس فورمیدابل (۱۸۲۵) (به انگلیسی: HMS Formidable (1825)) یک کشتی بود که طول آن ۱۹۳ فوت ۱۰ اینچ (۵۹٫۰۸ متر) بود. این کشتی در سال ۱۸۲۵ ساخته شد.